# Samed Baždar
Samed Baždar (in serbo Самед Баждар?; Novi Pazar, 31 gennaio 2004) è un calciatore bosniaco con cittadinanza serba, attaccante della Real Saragozza.

## Carriera

### Club
Cresciuto nel settore giovanile del Partizan, debutta in prima squadra il 15 maggio 2021, disputando l'incontro di Superliga vinto per 3-0 contro il Voždovac.
Il 17 luglio 2024 viene acquistato dal Real Saragozza.
Esordisce con il nuovo club il 16 agosto 2024 nella vittoria esterna per 0-4 in casa del Cadice. Il 21 settembre segna la sua prima rete, siglando la vittoria casalinga per 2-1 contro l'UD Levante. L'11 ottobre 2024 realizza la sua prima doppietta con la squadra aragonese, nella trasferta vinta per 2-3 contro il Tenerife.

### Nazionale
Dopo avere rappresentato le selezioni giovanili serbe il 25 marzo 2024 ha esordito in nazionale maggiore nell'amichevole vinta 0-1 in casa di Cipro.
Successivamente decide di rappresentare la Bosnia ed Erzegovina, da cui viene convocato per la prima volta il 5 novembre 2024. Fa il suo debutto con la selezione bosniaca undici giorni dopo nella sfida persa per 7-0 in Nations League contro la Germania.

## Statistiche

### Presenze e reti nei club
Statistiche aggiornate al 15 ottobre 2022.
| Stagione        | Squadra         | Campionato      | Campionato | Campionato | Coppe nazionali | Coppe nazionali | Coppe nazionali | Coppe continentali | Coppe continentali | Coppe continentali | Altre coppe | Altre coppe | Altre coppe | Totale | Totale |
| Stagione        | Squadra         | Comp            | Pres       | Reti       | Comp            | Pres            | Reti            | Comp               | Pres               | Reti               | Comp        | Pres        | Reti        | Pres   | Reti   |
| --------------- | --------------- | --------------- | ---------- | ---------- | --------------- | --------------- | --------------- | ------------------ | ------------------ | ------------------ | ----------- | ----------- | ----------- | ------ | ------ |
| 2020-2021       | Partizan        | SL              | 1          | 0          | CS              | -               | -               | UEL                | -                  | -                  |             | -           | -           | 1      | 0      |
| 2021-2022       | Partizan        | SL              | 3+2        | 0          | CS              | 1               | 0               | UECL               | 2                  | 0                  |             | -           | -           | 8      | 0      |
| 2022-2023       | Partizan        | SL              | 25         | 7          | CS              | 0               | 0               | UEL+UECL           | 2+2                | 0                  |             | -           | -           | 31     | 7      |
| Totale carriera | Totale carriera | Totale carriera | 17         | 3          |                 | 1               | 0               |                    | 6                  | 0                  |             | -           | -           | 24     | 3      |

### Cronologia presenze e reti in nazionale
| Cronologia completa delle presenze e delle reti in nazionale ― Bosnia ed Erzegovina | Cronologia completa delle presenze e delle reti in nazionale ― Bosnia ed Erzegovina | Cronologia completa delle presenze e delle reti in nazionale ― Bosnia ed Erzegovina | Cronologia completa delle presenze e delle reti in nazionale ― Bosnia ed Erzegovina | Cronologia completa delle presenze e delle reti in nazionale ― Bosnia ed Erzegovina | Cronologia completa delle presenze e delle reti in nazionale ― Bosnia ed Erzegovina | Cronologia completa delle presenze e delle reti in nazionale ― Bosnia ed Erzegovina | Cronologia completa delle presenze e delle reti in nazionale ― Bosnia ed Erzegovina |
| Data                                                                                | Città                                                                               | In casa                                                                             | Risultato                                                                           | Ospiti                                                                              | Competizione                                                                        | Reti                                                                                | Note                                                                                |
| ----------------------------------------------------------------------------------- | ----------------------------------------------------------------------------------- | ----------------------------------------------------------------------------------- | ----------------------------------------------------------------------------------- | ----------------------------------------------------------------------------------- | ----------------------------------------------------------------------------------- | ----------------------------------------------------------------------------------- | ----------------------------------------------------------------------------------- |
| 16-11-2024                                                                          | Friburgo in Brisgovia                                                               | Germania                                                                            | 7 – 0                                                                               | Bosnia ed Erzegovina                                                                | UEFA Nations League 2024-2025 - 1º turno                                            | -                                                                                   | 63’                                                                                 |
| 19-11-2024                                                                          | Zenica                                                                              | Bosnia ed Erzegovina                                                                | 1 – 1                                                                               | Paesi Bassi                                                                         | UEFA Nations League 2024-2025 - 1º turno                                            | -                                                                                   | 63’                                                                                 |
| 21-3-2025                                                                           | Bucarest                                                                            | Romania                                                                             | 0 – 1                                                                               | Bosnia ed Erzegovina                                                                | Qual. Mondiali 2026                                                                 | -                                                                                   | 46’                                                                                 |
| 24-3-2025                                                                           | Zenica                                                                              | Bosnia ed Erzegovina                                                                | 2 – 1                                                                               | Cipro                                                                               | Qual. Mondiali 2026                                                                 | -                                                                                   | 46’                                                                                 |
| 7-6-2025                                                                            | Zenica                                                                              | Bosnia ed Erzegovina                                                                | 1 – 0                                                                               | San Marino                                                                          | Qual. Mondiali 2026                                                                 | -                                                                                   | 62’                                                                                 |
| 10-6-2025                                                                           | Celje                                                                               | Slovenia                                                                            | 2 – 1                                                                               | Bosnia ed Erzegovina                                                                | Amichevole                                                                          | -                                                                                   | 68’ 88’                                                                             |
| Totale                                                                              |                                                                                     | Presenze                                                                            | 6                                                                                   |                                                                                     | Reti                                                                                | 0                                                                                   |                                                                                     |

| Cronologia completa delle presenze e delle reti in nazionale ― Serbia | Cronologia completa delle presenze e delle reti in nazionale ― Serbia | Cronologia completa delle presenze e delle reti in nazionale ― Serbia | Cronologia completa delle presenze e delle reti in nazionale ― Serbia | Cronologia completa delle presenze e delle reti in nazionale ― Serbia | Cronologia completa delle presenze e delle reti in nazionale ― Serbia | Cronologia completa delle presenze e delle reti in nazionale ― Serbia | Cronologia completa delle presenze e delle reti in nazionale ― Serbia |
| Data                                                                  | Città                                                                 | In casa                                                               | Risultato                                                             | Ospiti                                                                | Competizione                                                          | Reti                                                                  | Note                                                                  |
| --------------------------------------------------------------------- | --------------------------------------------------------------------- | --------------------------------------------------------------------- | --------------------------------------------------------------------- | --------------------------------------------------------------------- | --------------------------------------------------------------------- | --------------------------------------------------------------------- | --------------------------------------------------------------------- |
| 25-3-2024                                                             | Larnaca                                                               | Cipro                                                                 | 0 – 1                                                                 | Serbia                                                                | Amichevole                                                            | -                                                                     | 76’                                                                   |
| Totale                                                                |                                                                       | Presenze                                                              | 1                                                                     |                                                                       | Reti                                                                  | 0                                                                     |                                                                       |